# Cardi B
Белкаліс Марленіс Альманзар (англ. Belcalis Marlenis Almánzar), відома під псевдонімом Cardi B — американська реп-виконавиця, авторка пісень, телевізійна та інтернет зірка.

## Біографія
Народилася та провела дитинство в Бронксі, Нью-Йорк.
Вперше прославилася розповідями у соцмережах про свою кар'єру стриптизерки: деякі дописи стали вірусними на Vine та Instagram.
Має двух дочок до та сина від Офсетта, учасника реп-гурту Migos.

## Кар'єра
Стала інтернет-зіркою: у 2015—2017 роках входила до постійного головного акторського складу телевізійного реаліті-шоу «Любов і хіп-хоп. Нью-Йорк» (англ. Love & Hip Hop: New York), щоб втілити у життя свої музичні амбіції. Зрештою, виконавиця випустила два мікстейпи — «Gangsta Bitch Music, Vol. 1» та «Vol. 2».
Тричі посідала першу сходинку у хіт-параді синглів від Billboard Hot 100. Зокрема, завдяки синглу «Bodak Yellow» виконавиця стала другою жінкою в історії після Лорін Гілл (1998), яка досягнула першої позиції цього хіт-параду. Опісля, треки «I Like It» та «Girls Like You» (записаний за участі гурту Maroon 5) повторили успіх попередньої пісні. 2018 року презентувала дебютний альбом «Invasion of Privacy», який містив перші дві пісні та посів першу сходинку на Billboard 200, побивши декілька стримінг-рекордів. Цього ж року американська газета «Тайм» включила виконавицю до щорічного списку ста найвпливовіших людей світу.
Лавреатка багатьох музичних нагород.

## Громадська позиція
За декілька днів до початку повномасштабного вторгнення Росії в Україну вона прокоментувала ситуацію: «Я, насправді, не за Росію, і не за НАТО. Я за звичайних людей, які страждають від санкцій, кризи, війни».
У 2023 році реперка висловилася проти допомоги Україні і закликала Байдена та уряд США припинити витрачати податки громадян Сполучених Штатів на гуманітарну та військову допомогу Україні, і що ці гроші краще витрачати на муніципальному рівні, і без них Нью-Йорк потоне у щурах.

## Особисте життя
Карді Бі визначила себе як практикуючу католичку.
Ідентифікує себе як бісексуалка. У зв'язку з рухом MeToo вона розповідала про сексуальні домагання до себе в минулому, коли ввона працювала стриптизеркою.

## Дискографія
Студійні альбоми
| Назва               | Деталі | Сходинка у хіт-параді | Сходинка у хіт-параді | Сходинка у хіт-параді | Сходинка у хіт-параді | Сходинка у хіт-параді | Сходинка у хіт-параді | Сходинка у хіт-параді | Сходинка у хіт-параді | Сходинка у хіт-параді | Сходинка у хіт-параді | Сертифікації                                                                        |
| Назва               | Деталі | US                    | US R&B/ HH            | US Rap                | AUS                   | CAN                   | DEN                   | IRE                   | NZ                    | SWE                   | UK                    | Сертифікації                                                                        |
| ------------------- | --- | --------------------- | --------------------- | --------------------- | --------------------- | --------------------- | --------------------- | --------------------- | --------------------- | --------------------- | --------------------- | ----------------------------------------------------------------------------------- |
| Invasion of Privacy | - Вихід: 6 квітня 2018 - Студія звукозапису: Atlantic - Формати: електронне завантаження, онлайн-стримінг, платівка, компакт диск | 1                     | 1                     | 1                     | 5                     | 1                     | 6                     | 2                     | 2                     | 7                     | 5                     | - RIAA: 2× Platinum - BPI: Gold - IFPI DEN: Gold - MC: 2× Platinum - RMNZ: Platinum |

Мікстейпи
| Назва                       | Деталі                                                                | Сходинка у чарті | Сходинка у чарті | Сходинка у чарті |
| Назва                       | Деталі                                                                | US Ind.          | US R&B/ HH       | US Rap           |
| --------------------------- | --------------------------------------------------------------------- | ---------------- | ---------------- | ---------------- |
| Gangsta Bitch Music, Vol. 1 | - Вихід: 7 березня2016 - Label: KSR - Формат: електронне завантаження | 27               | 30               | 20               |
| Gangsta Bitch Music, Vol. 2 | - Вихід: 20 січня 2017 - Label: KSR - Формат: електронне завантаження | 25               | —                | —                |